# Apalone ferox
La tartaruga dal guscio molle della Florida (Apalone ferox Schneider, 1783) è una tartaruga della famiglia dei Trionichidi originaria degli Stati Uniti orientali, prevalentemente della Florida, ma anche delle regioni meridionali di Carolina del Sud, Georgia e Alabama. È largamente diffusa come animale da compagnia. Alcuni esemplari sono stati rilasciati in zone ben distanti dall'areale della specie, ma sono riusciti ad ambientarsi solo quelli introdotti in habitat simili a quello originario. In passato questa specie veniva classificata nel genere Trionyx.

## Descrizione

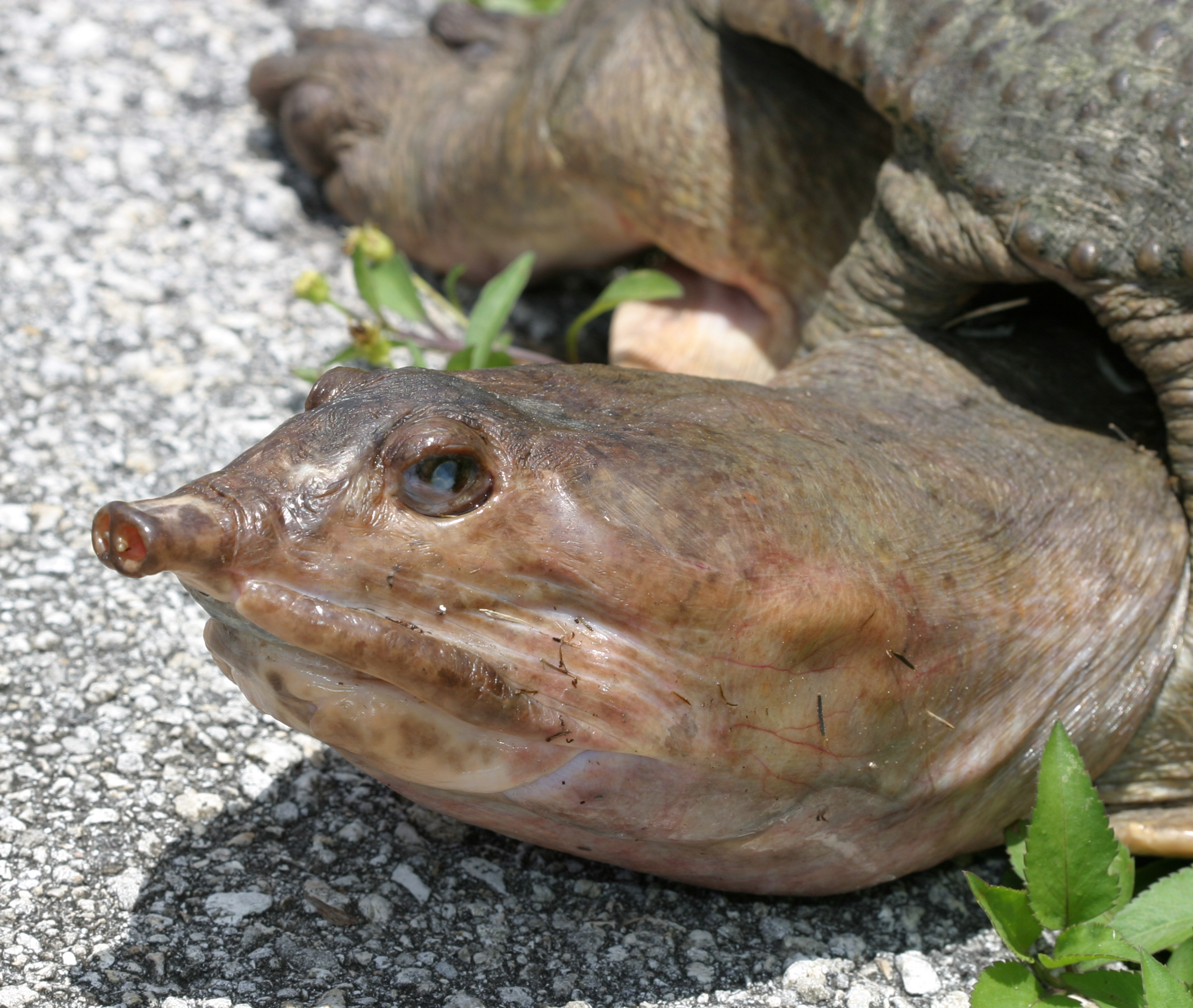
Primo piano della testa.

La tartaruga dal guscio molle della Florida ha generalmente un carapace coriaceo di colore variabile dal marrone scuro al verde oliva, bianco o color crema sulle regioni inferiori, che offre una valida protezione contro l'attacco di vari predatori. Ha collo lungo e testa parimenti allungata, con un lungo naso simile ad un boccaglio. Gli esemplari giovani sono ricoperti da macchie scure che si schiariscono con l'età. Può raggiungere notevoli dimensioni e, con i suoi 15–76 cm di lunghezza, è la specie più grande del genere Apalone. I maschi, più piccoli delle femmine, misurano circa 35 cm. I giovani, di color giallo-oliva, presentano macchie scure e una striscia gialla ai margini del carapace. Hanno inoltre macchie gialle e arancioni sulla testa e il piastrone grigio. Questi disegni scompaiono con l'età, sebbene gli adulti rechino talvolta loro tracce.

## Biologia
La tartaruga dal guscio molle della Florida è una creatura quasi interamente acquatica, che emerge generalmente dall'acqua solo per scaldarsi al sole o deporre le uova. Predilige le acque calme e si incontra di solito in stagni, torrenti, fiumi, laghi e paludi. Si mostra quasi sempre timorosa nei confronti dell'uomo, ma se si sente minacciata può assestare feroci morsi con le sue robuste mascelle. Come tutti i Trionichidi si muove velocemente sia in acqua che sulla terraferma. In natura può vivere oltre i 20 anni, in cattività la durata massima è stata registrata nel National Zoological Park (Washington D.C.) dove un esemplare ha vissuto per 36 anni ed 8 mesi.
Ha una dieta quasi esclusivamente carnivora e si nutre di pesci, rane e altri anfibi, insetti, anatroccoli e crostacei.